# Parque nacional de Na Yung-Nam Som
El Parque nacional de Na Yung-Nam Som (en tailandés, อุทยานแห่งชาตินายูง-น้ำโสม) es un área protegida del nordeste de Tailandia, en el distrito de Nam Som, Udon Thani. Se extiende por una superficie de 344 kilómetros cuadrados. Fue declarado parque nacional en diciembre de 1975. 
La altitud de este parque va de los 200 a los 500 m s. n. m., siendo la montaña más alta el pico Phu Ya-u (588 m s. n. m.).